# Phelsuma edwardnewtoni
Phelsuma edwardnewtoni là một loài thằn lằn trong họ Gekkonidae. Loài này được Vinson & Vinson mô tả khoa học đầu tiên năm 1969.

## Hình ảnh

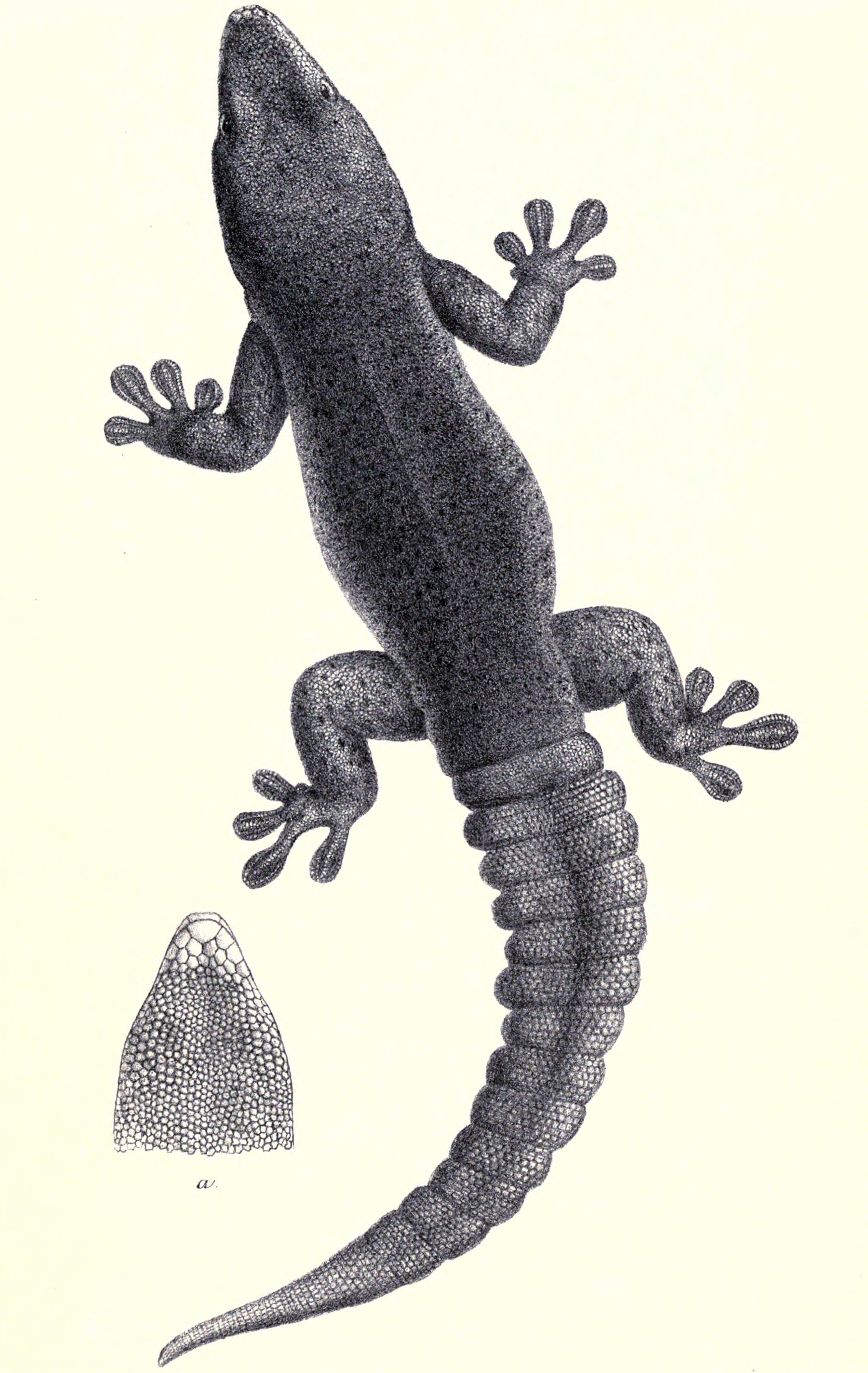